# Municipio de South Union (Pensilvania)
El municipio de South Union (en inglés: South Union Township) es un municipio ubicado en el condado de Fayette en el estado estadounidense de Pensilvania. En el año 2000 tenía una población de 11.337 habitantes y una densidad poblacional de 262 personas por km².

## Geografía
El municipio de South Union se encuentra ubicado en las coordenadas 39°52′00″N 79°41′59″O / 39.86667, -79.69972.

## Demografía
Según la Oficina del Censo en 2000 los ingresos medios por hogar en la localidad eran de $33,808 y los ingresos medios por familia eran de $46,073. Los hombres tenían unos ingresos medios de $39,000 frente a los $22,753 para las mujeres. La renta per cápita de la localidad era de $19,905. Alrededor del 12,6% de la población estaba por debajo del umbral de pobreza.